# Toerisme

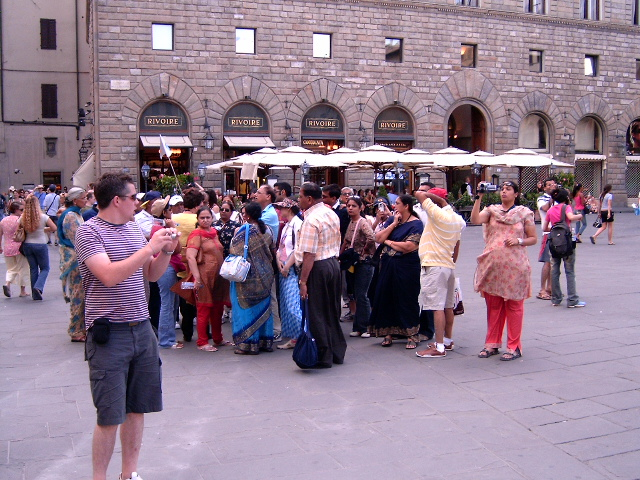
Toeristen in Florence

Toerisme is reizen met recreatieve of zakelijke doeleinden. Toeristen zijn mensen "die reizen naar plaatsen buiten hun gebruikelijk milieu, die niet meer dan één jaar voor vrije tijd, zaken en andere doeleinden blijven en die niet beloond worden voor hun activiteit ter plaatse." Dit is de definitie van "toerist" door de World Tourism Organization (WTO), de VN-organisatie voor toerisme en de bevordering ervan. Volgens deze organisatie doet ook de afstand tussen de eigen omgeving en die van reisdoel er niet toe.
Een toerist kan geïnteresseerd zijn in cultuur of natuur van de bezochte landen, steden en gebieden. Daarna bestaan er diverse andere vormen van toerisme.

## Geschiedenis

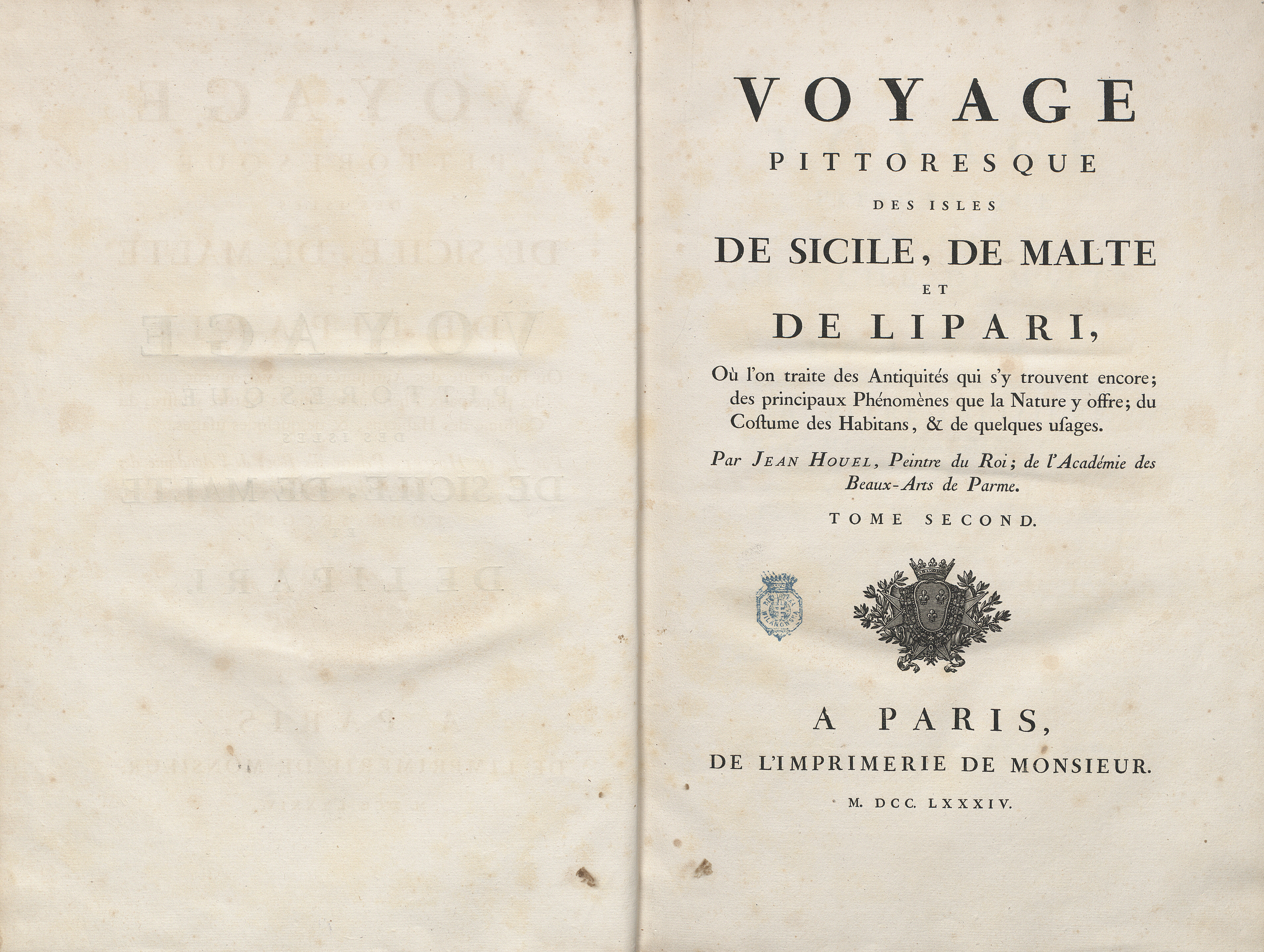
Franse reisgids voor Italië (1784)

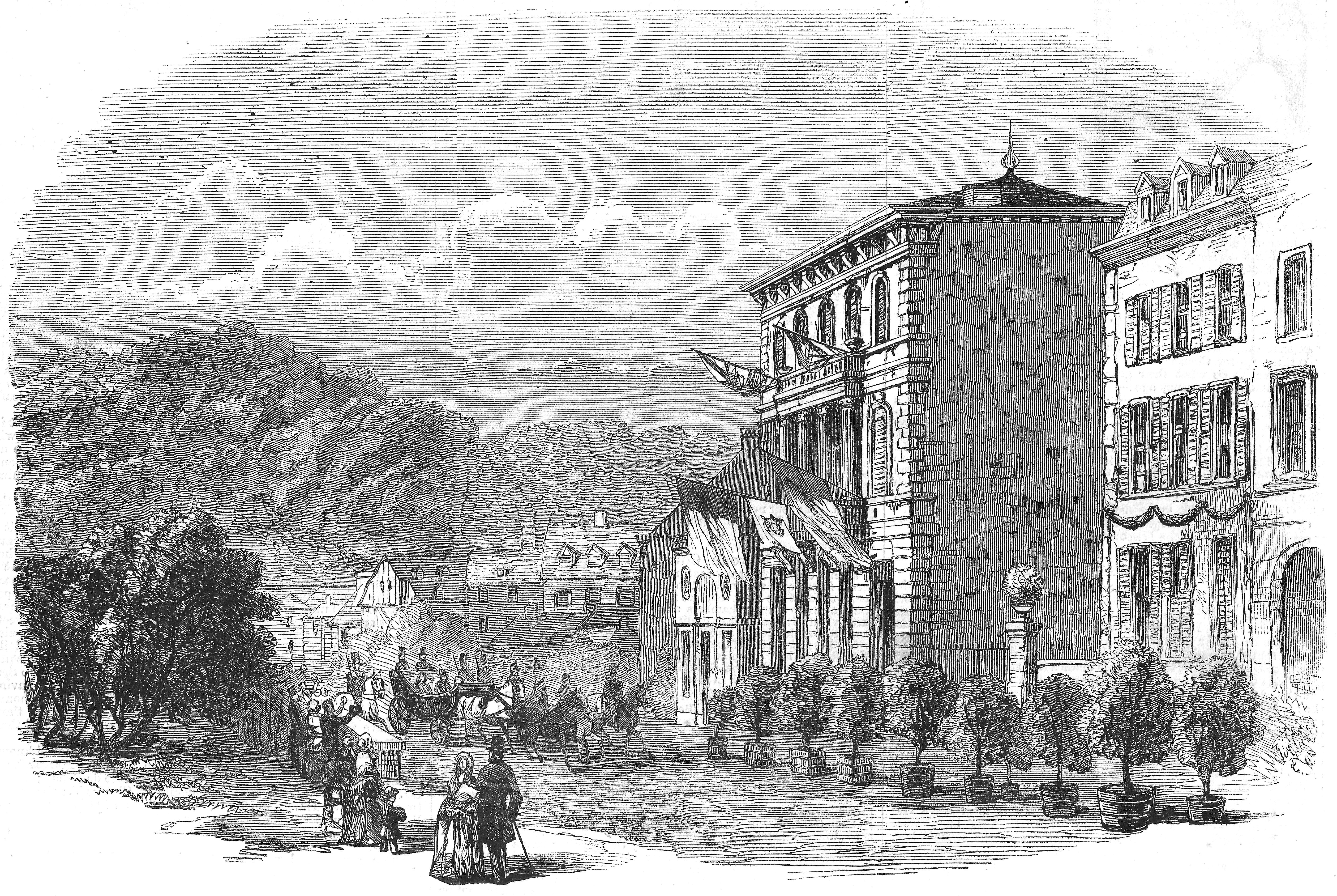
Aankomst van Leopold II en Marie Henriëtte in Spa (1856)

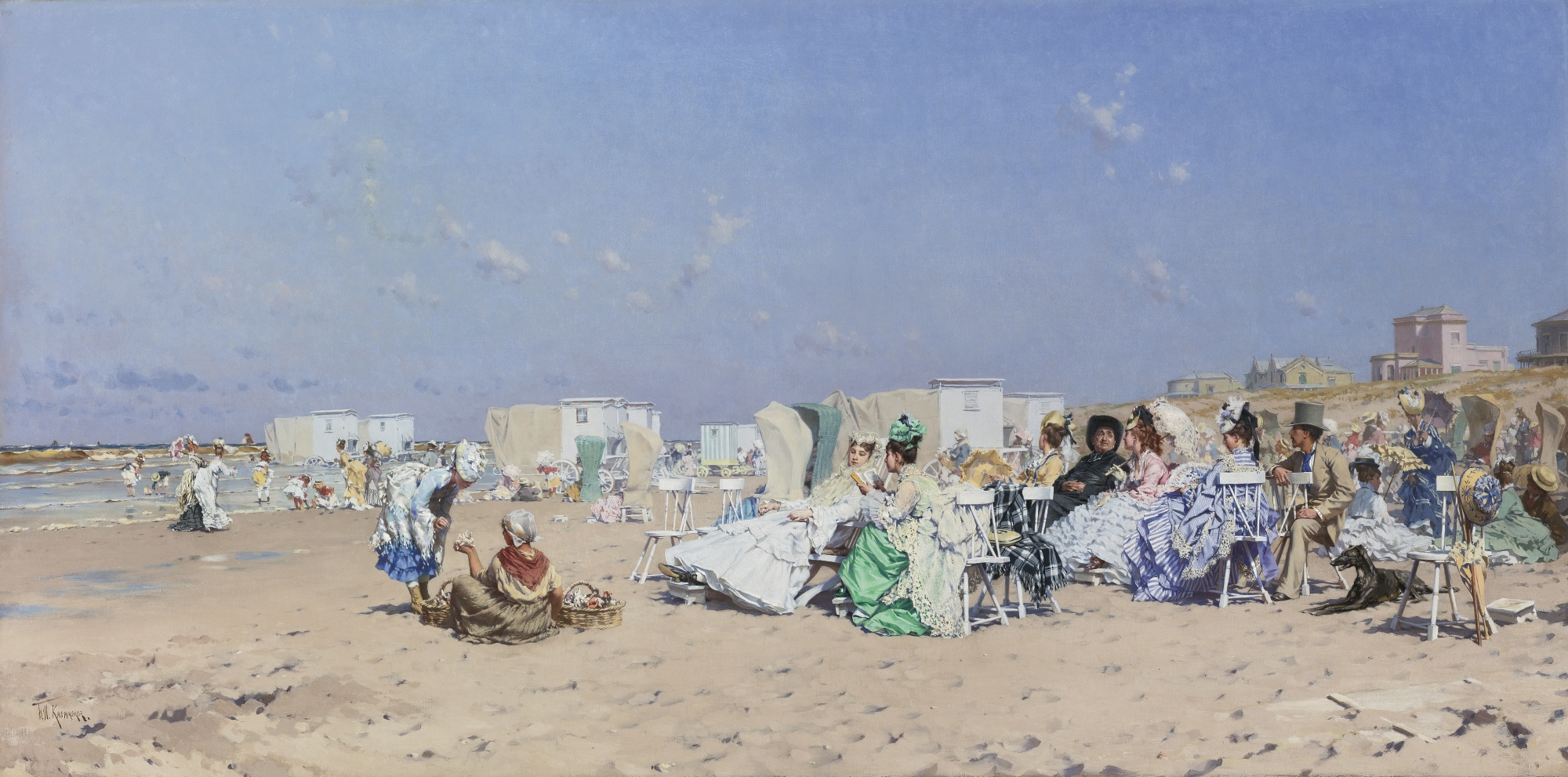
Badgasten in Scheveningen (F.H. Kaemmerer, 1874)

De vermoedelijk oudste vermelding van het woord 'toerist' ("tourist") in het Nederlands dateert uit 1839. In 1937 werd een toerist door de Volkenbond gedefinieerd als iemand die voor meer dan vierentwintig uur naar het buitenland op reis gaat. Het verschijnsel toerisme en de daaraan verbonden bedrijfstak zijn echter veel ouder.
Toerisme bestond al bij de Romeinen en andere volken in de Oudheid. Het bezoek van de koningin van Sheba aan koning Salomo, beschreven in de Hebreeuwse Bijbel, zou als een toeristisch uitstapje kunnen worden beschouwd. In de middeleeuwen was het maken van een bedevaart een vorm van toerisme, waarbij de religieuze beleving hand in hand ging met bezoeken van bezienswaardigheden, het leren van een nieuwe taal of cultuur, en het in aanraking komen met nieuwe gerechten. Vooral reizen naar Rome, Santiago de Compostella, het Heilige Land, of Mekka en Medina ("Hadj") waren populair. Andere, niet-religieuze vormen van toerisme waren voorbehouden aan de adel en andere welgestelden. Op basis van zijn beklimming van de Mont Ventoux stelde Francesco Petrarca in 1336 dat hij de eerste uitstapjes omwille van het uitzicht maakte sinds de oudheid.
In de 18e eeuw werd het mode voor jonge aristocraten om een Europese toer te maken, vooral naar cultureel belangwekkende plaatsen als Rome, Florence, Napels, Sicilië en soms Griekenland. Dit gebeurde ter afronding van hun ontwikkeling en werd de grand tour genoemd. Koning George III van het Verenigd Koninkrijk (1738-1820) wordt als een der eerste toeristen in het moderne tijdperk gezien, omdat hij regelmatig uitstapjes naar de kustplaats Weymouth maakte, wanneer zijn gezondheid te wensen over liet.
In de 19e eeuw ontwikkelt zich het gezondheidstoerisme, dat al uit de middeleeuwen bekend was, op grotere schaal. Welgestelden ontvluchtten de door de opkomende industrieën ongezonde steden en zochten herstel in bergen, bij mineraalbronnen of aan zee. Scheveningen, Oostende en Blankenberge waren bekende badplaatsen. Kuuroorden als Spa, Aken en Baden-Baden hadden al in de 18e eeuw een zekere populariteit.
In 1841 begon Thomas Cook met het organiseren van groepsreizen. Zijn reisorganisatie populariseerde het toerisme bij gewone mensen, terwijl het voorheen slechts voorbehouden was aan de welgestelden.
In 1906 werd door een aantal welgestelde idealistische Nederlanders de Nederlandsche Reisvereeniging (NRV) opgericht, met als doelstelling het toerisme voor de arbeider bereikbaar te maken. De eerste reis, georganiseerd in 1911, bezorgde vier loodgieters tegen betaling van 10 gulden per persoon een dagje Luik met een bezoek aan een zinkfabriek. Het moest immers wel pedagogisch verantwoord zijn. Het jaar erop gingen maar liefst 16 loodgieters, wederom onder begeleiding van Mr. M. J. van der Flier. Voor 1913 werden maar liefst 3 reizen georganiseerd, waarvoor ook andere arbeiders dan alleen loodgieters zich via hun vakvereniging konden opgeven.
Zoals bij alle vormen van economische activiteit, is pas sprake van toerisme als een aantal essentiële voorwaarden vervuld zijn:
1. men moet over voldoende besteedbaar inkomen beschikken, geld dat aan andere doelen dan noodzakelijk levensonderhoud besteed kan worden;
2. men moet tijd hebben om vrij te besteden;
3. de beoogde bestemming moet over een toeristische basisinfrastructuur beschikken, zoals accommodatie en vervoermiddelen.

Daarnaast dient de gezondheid van het individu reizen toe te laten en moet er een persoonlijke motivatie zijn om te reizen. Ook kent of kende een aantal landen beperkende voorwaarden met betrekking tot (buitenlandse) reizen.

## Classificatie

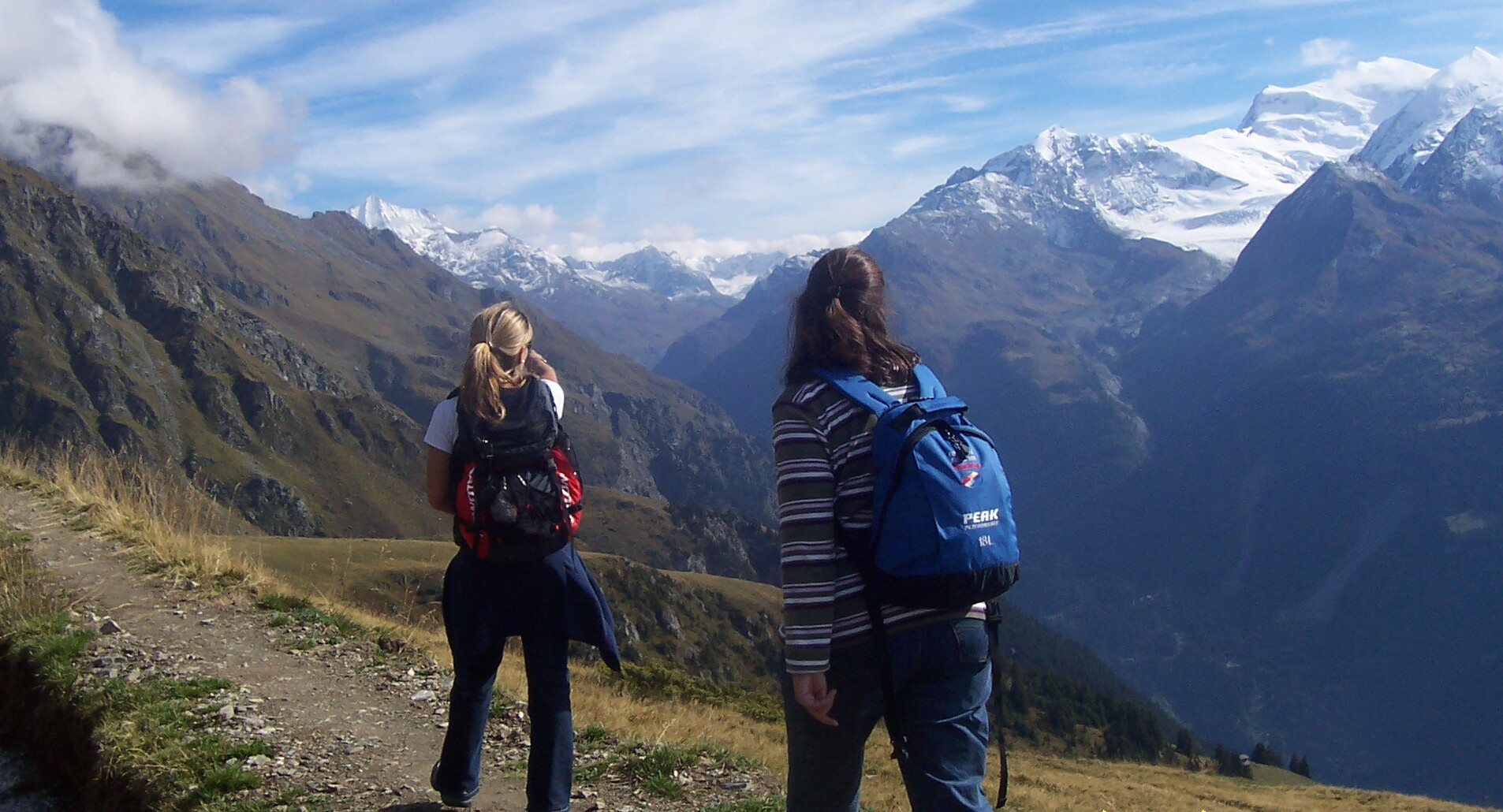
Hiking in Zwitserland

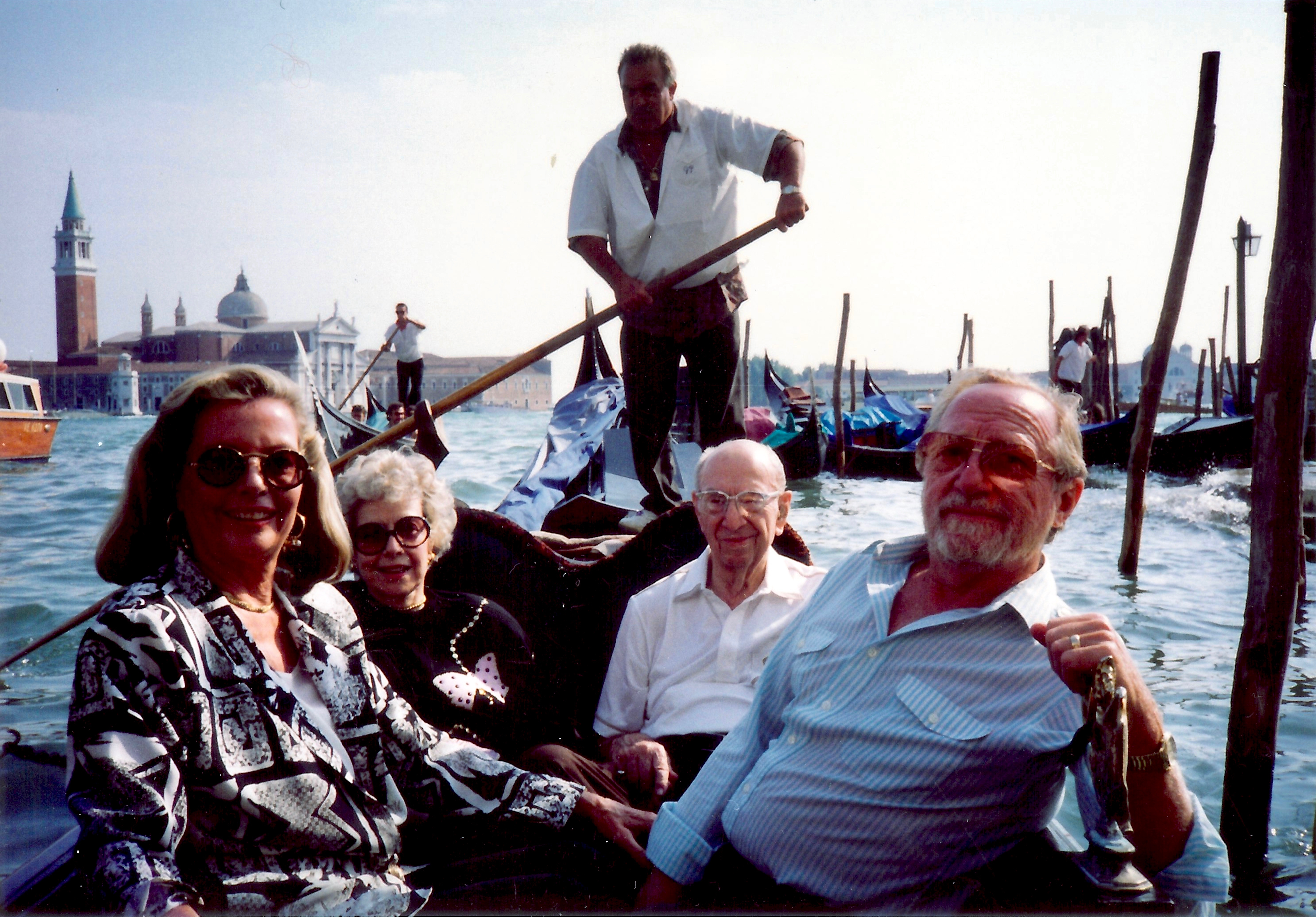
Gondelen in Venetië

Er zijn verschillende vormen van toerisme, onderverdeeld in een aantal categorieën:
- Binnenkomend internationaal toerisme: bezoeken aan een land door niet-ingezetenen van dat land
- Uitgaand internationaal toerisme: bezoeken aan een ander land door de ingezetenen van een land
- Intern toerisme: bezoeken aan het eigen land
- Binnenlands toerisme: binnenkomend internationaal toerisme en intern toerisme
- Nationaal toerisme: intern toerisme en uitgaand internationaal toerisme

### Oneigenlijke vormen van toerisme
- Medisch toerisme: reizen naar een land om een medische ingreep te laten uitvoeren die in eigen land niet beschikbaar is (bijvoorbeeld abortus) of aanmerkelijk duurder is (bijvoorbeeld ooglaseren of tandimplantaten). Niet te verwarren met gezondheidstoerisme.
- Bepaalde vormen van kooptoerisme: reizen naar een land waar artikelen legaal (of tegen lagere prijzen) verkrijgbaar zijn, om ze daar aan te schaffen. Zie ook: drugstoerisme, sekstoerisme, tanktoerisme.
- Ramptoerisme: reizen naar een plaats waar een ramp is gebeurd, enkel om toe te kijken. Soms wordt daarbij de hulpverlening gehinderd.
- Bermtoerisme: picknicken in de berm langs een (drukke) weg.
- Afvaltoerisme: afval storten in een andere gemeente, waar een lager tarief geldt.

## Groei van het internationaal toerisme

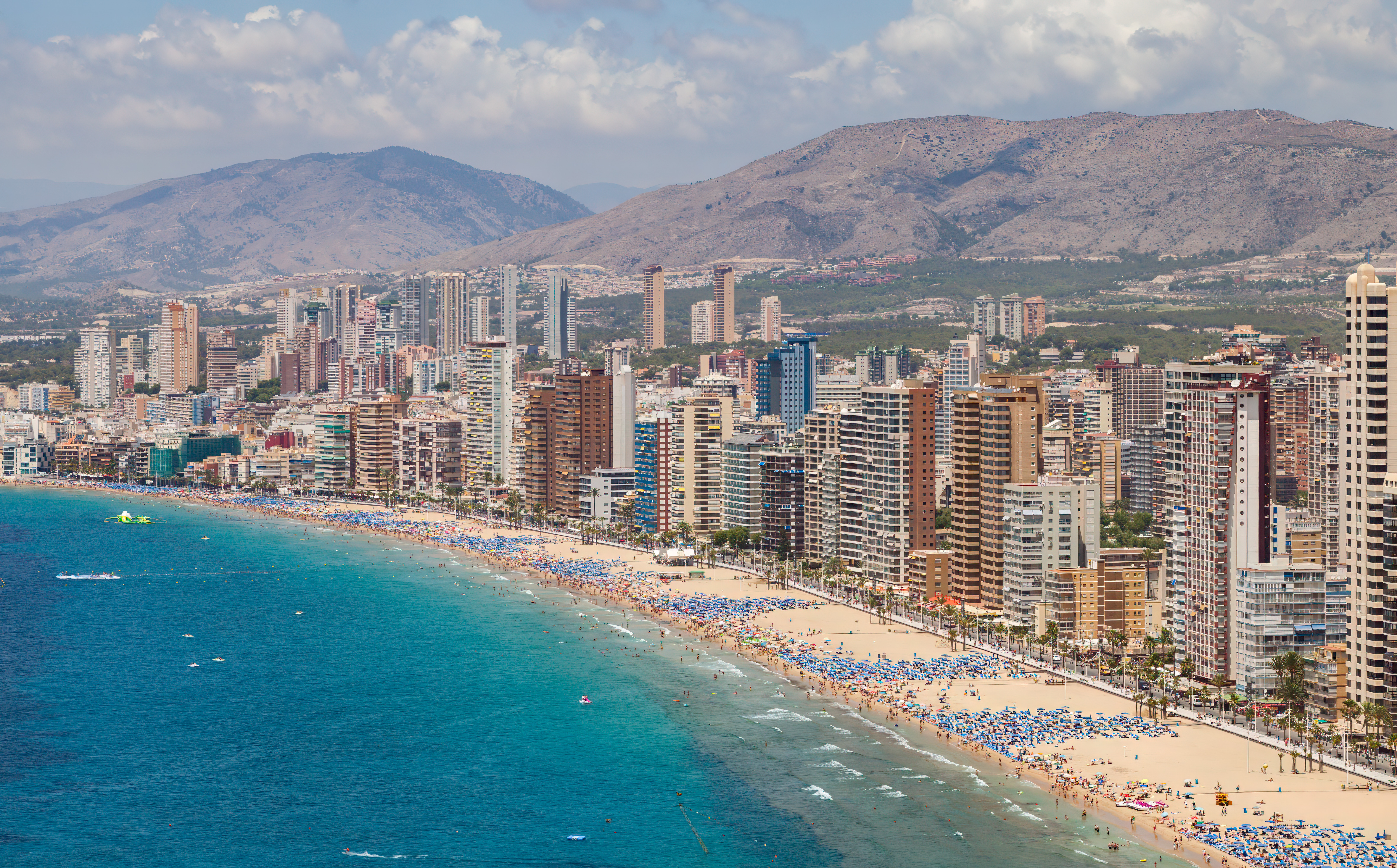
Strand van Benidorm

De ontwikkeling van het internationaal toerisme wordt beïnvloed door een groot aantal factoren.  Het toerisme is vooral sterk gegroeid door het gestegen welvaartsniveau en de dalende kosten van internationaal reizen. 
Toerisme werd pas echt belangrijk na de Tweede Wereldoorlog toen in veel westerse landen mensen er meer vrije tijd kregen. Zo is het aantal internationale aankomsten toegenomen van 25 miljoen in 1950, tot 763 miljoen in 2004. Dit betekent dat het aantal reizigers in deze periode gemiddeld jaarlijks met 6½ procent is gestegen.
Voor de periode 1995 – 2010 was sprake van 3,9% groei per jaar. In 2012 werd voor het eerst de grens van 1 miljard buitenlandse toeristen overschreden.
De verwachting is dat het toerisme zal blijven stijgen met gemiddeld 3,3% per jaar. Dit betekent een verdubbeling van de internationale aankomsten in 2030 ten opzichte van 2012 en circa 1,8 miljard internationale aankomsten in 2030.

## Voor- en nadelen van toerisme

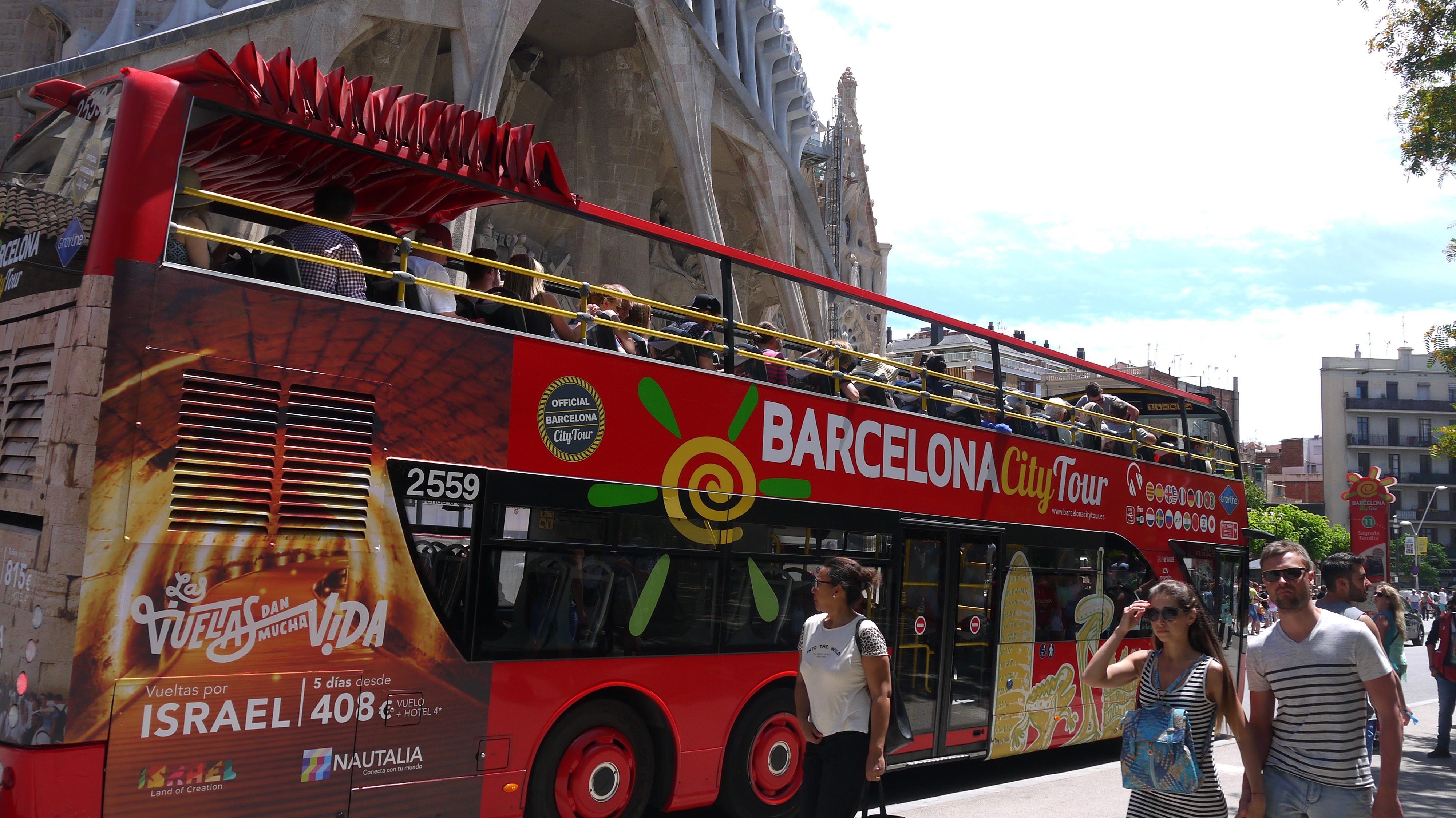
Toeristenbus bij de Sagrada Família in Barcelona

Het toerisme is uitgegroeid tot een van de meest winstgevende bedrijfstakken ter wereld. In veel landen of streken is het een van de belangrijkste bronnen van inkomsten. Toerisme creëert er werkgelegenheid in hotels, restaurants, tearooms en cafés, vooral tijdens de zomermaanden. In sommige landen is het toerisme essentieel geworden voor de hele economie van het land. Voorbeelden hiervan zijn Spanje, Griekenland, Turkije, Cyprus en Egypte. 
Toerisme kan ingrijpende gevolgen hebben voor de leefsituatie van de lokale bevolking. Wanneer de gevolgen negatief zijn spreekt men van recreatiedruk.
Daarnaast draagt toerisme bij aan de opwarming van de aarde door de uitstoot van broeikasgassen zoals CO2. De CO2-uitstoot door de toeristische sector bedraagt in 2007 circa 5% van de wereldwijde CO2-uitstoot. Gezien de sterke groei van het toerisme wordt verwacht dat de uitstoot van CO2 door het toerisme en het aandeel hiervan in de totale wereldwijde CO2-uitstoot in de toekomst sterk zullen stijgen. De toeristische sector is zich bewust van dit probleem.

## Toerisme in Nederland en België
In 2015 kwamen vijftien miljoen toeristen naar Nederland. De meeste toeristen komen uit Duitsland (2015: 4,3 miljoen), gevolgd door de Britten (2015: 2,0 miljoen) en Belgen (2015: 2,0 miljoen) en op de vierde plaats de Amerikanen (2015: 1,0 miljoen). Het aantal vakanties dat Nederlanders in eigen land doorbrengen varieert grofweg tussen de 17 en 18 miljoen.
België werd in 2015 bezocht door zo'n acht miljoen toeristen. In Vlaanderen bevordert Toerisme Vlaanderen het toerisme.

## Opleidingen voor toerisme in Nederland en België
Zowel in Nederland als België bestaan verschillende opleidingen die opleiden voor functies in het toerisme. Zo zijn er in Nederland universitaire opleidingen in toerisme, onder andere aan de Radboud Universiteit (Nijmegen) en de Wageningen Universiteit (Wageningen), zijn er in diverse steden hbo-opleidingen, onder meer in Breda, en zijn er opleidingen op mbo niveau in diverse plaatsen.
In België zijn er soortgelijke opleidingen. In de tweede graad van het Technisch secundair onderwijs bestaat een studierichting toerisme die op ruim 30 Vlaamse scholen wordt aangeboden. Ook in de derde graad wordt toerisme- onderwijs verzorgd. In het Hoger onderwijs biedt men eveneens onderwijs op dit gebied aan, inclusief onderwijs op Master-niveau.